# D-glicero-beta-D-mano-heptoza 1,7-bisfosfatna 7-fosfataza
-glicero-beta--mano-heptoza 1,7-bisfosfatna 7-fosfataza (EC 3.1.3.82, gmhB (gen), yaeD (gen)) je enzim sa sistematskim imenom D-glicero-beta--mano-heptoza 1,7-bisfosfat 7-fosfohidrolaza. Ovaj enzim katalizuje sledeću hemijsku reakciju
-glicero-beta--mano-heptoza 1,7-bisfosfat + 2O {\displaystyle \rightleftharpoons } -glicero-beta--mano-heptoza 1-fosfat + fosfat
Ovaj enzim učestvuje u biosintezi ADP-L-glicero-beta--mano-heptoze.

## Literatura
- Nicholas C. Price; Lewis Stevens (1999). Fundamentals of Enzymology: The Cell and Molecular Biology of Catalytic Proteins (Third изд.). USA: Oxford University Press. ISBN 019850229X.
- Eric J. Toone (2006). Advances in Enzymology and Related Areas of Molecular Biology, Protein Evolution (Volume 75 изд.). Wiley-Interscience. ISBN 0471205036.
- Branden C; Tooze J. Introduction to Protein Structure. New York, NY: Garland Publishing. ISBN 0-8153-2305-0.
- Irwin H. Segel. Enzyme Kinetics: Behavior and Analysis of Rapid Equilibrium and Steady-State Enzyme Systems (Book 44 изд.). Wiley Classics Library. ISBN 0471303097.

## Spoljašnje veze
- D-glycero-beta-D-manno-heptose+1,7-bisphosphate+7-phosphatase на 